# Wang Xizhi
Wang Xizhi, 王羲之, (321-379 ou 303-361) est un calligraphe et homme politique chinois de l'époque de la dynastie Jin. Il s'est éloigné des canons officiels en vigueur pour pratiquer une forme personnelle et libre, la calligraphie cursive.
Il est notamment connu comme auteur de la Préface au recueil du pavillon des Orchidées, écrite à l'issue de la réunion de quarante et un lettrés au pavillon des Orchidées en 353.

## Biographie
Wang Xizhi aurait vécu de 321 à 379 ou de 303 à 361.
Issu d'une famille aristocratique, il acquiert sa formation de calligraphie auprès de Wei Shuo (en). Dans la vie publique, il atteint le grade de « général de l'armée de droite ».

## Postérité
Connaissant la gloire dès son vivant, son œuvre demeure un modèle après sa mort auprès des lettrés de l'Empire chinois. Elle est admirée en particulier par l'empereur et calligraphe Taizong (627-649), qui commande la réalisation de copies des travaux de Wang Xizhi.

## Œuvre
Ses œuvres ne sont connues aujourd'hui que par des copies. La plus célèbre est le Préface au recueil du pavillon des Orchidées.

Copies de la dynastie Tang
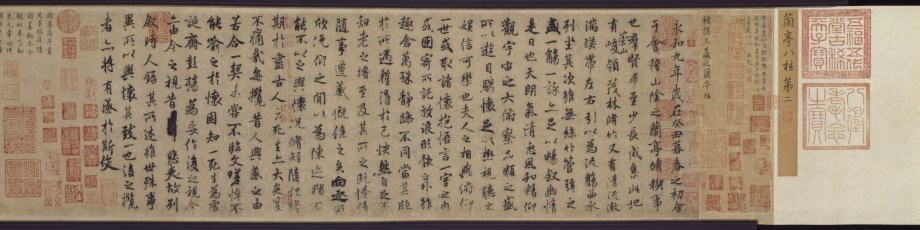
Copie de Chu Suiliang (596-658), écriture courante, 24 x 88 cm. Pékin, Musée du Palais
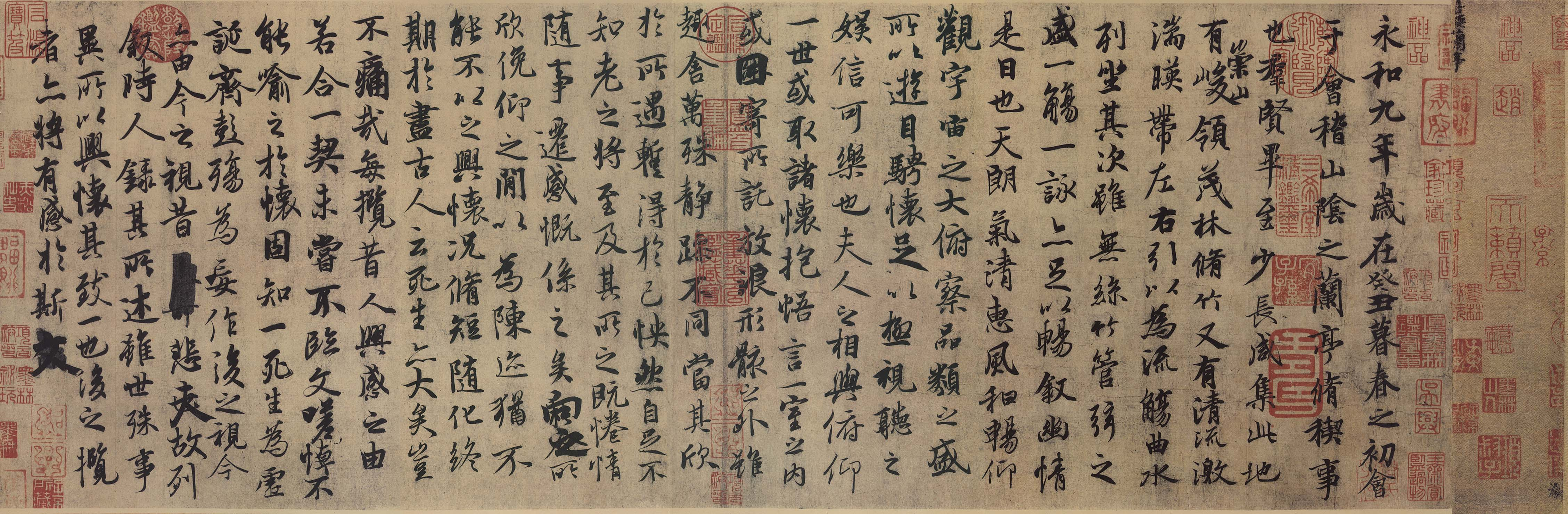
Copie de Feng Shengsu (zh). Musée du Palais
Détail des premières lignes de la copie précédente